# Ondrej Krivanek

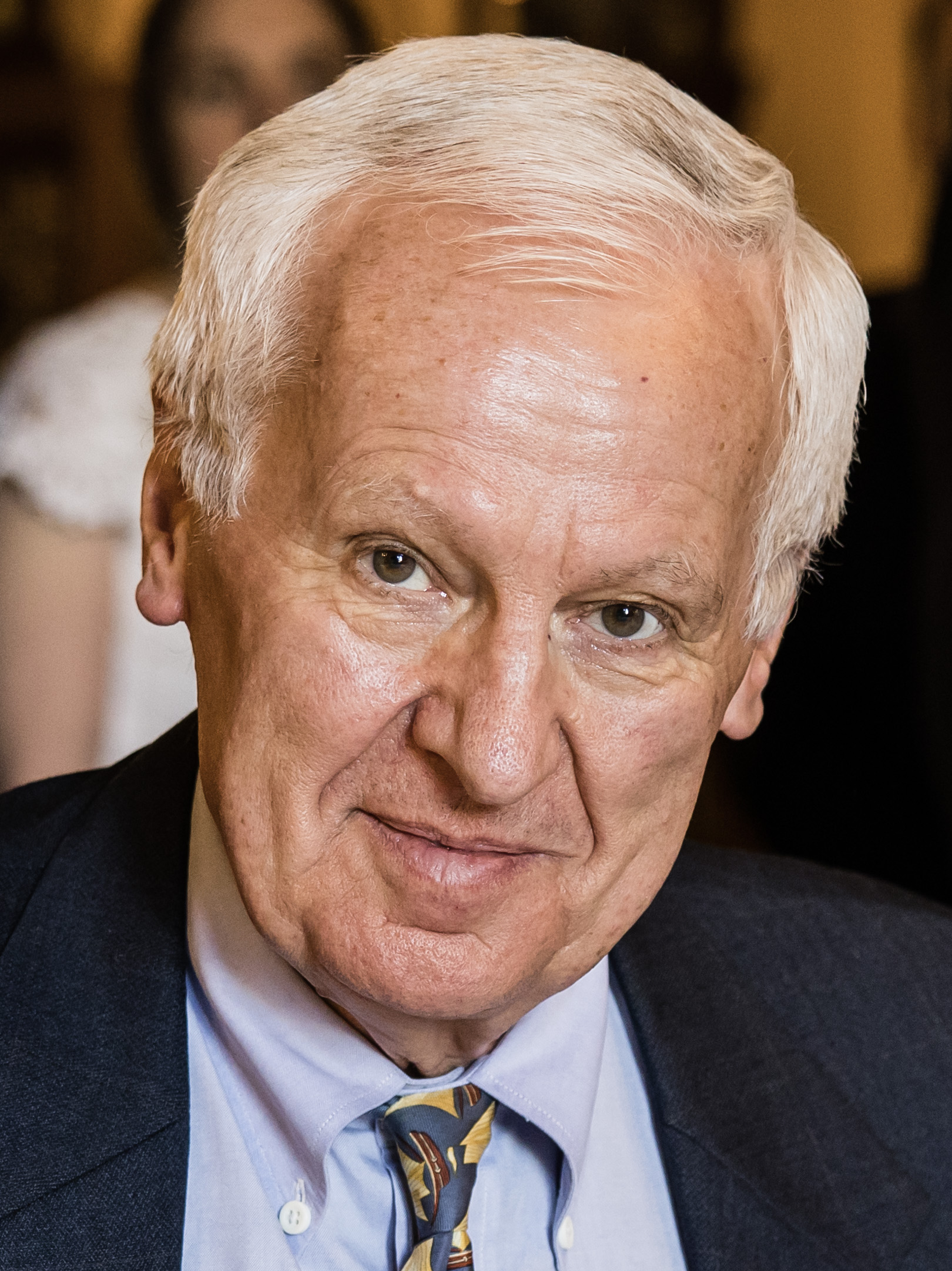
Ondrej Krivanek (2022)

Ondrej Krivanek (* 1. August 1950 in Prag als Ondřej Ladislav Křivánek) ist ein britischer Physiker tschechischer Abstammung, der für Entwicklungen in der Elektronenmikroskopie bekannt ist.

## Leben und Werk
Krivanek ging in Prag zur Schule und floh nach dem Prager Frühling 1968 nach Großbritannien. Er studierte an der Leeds University (Bachelor 1971) und wurde an der Universität Cambridge bei Archie Howe 1976 in Physik promoviert, während er 1975/76 am Cavendish Laboratory forschte. 1975 wurde er britischer Staatsbürger. Als Post-Doktorand war er an der Universität Kyōto, den Bell Laboratories (1976/77) und der University of California, Berkeley (1977 bis 1980). Dort stellte er eine der ersten elektronenmikroskopischen Aufnahmen von Korngrenzen von Halbleitern und Kontaktflächen von Halbleiterbauteilen in atomarer Auflösung her.
Er begann sich Ende der 1970er Jahre für Elektronenenergieverlustspektroskopie (EELS, EEL) zu interessieren und baute erste Spektrometer und Filter dafür, die schließlich weite Verbreitung fanden. Er war 1981 bis 1985 Assistant Professor an der Arizona State University (HREM Facility) und war Berater der Firma Gatan, deren Forschungsdirektor er 1985 wurde, wobei er 1985 bis 1997 außerdem Adjunct Associate Professor an der Arizona State University war. Nachdem er Schwierigkeiten hatte in den USA Forschungsgelder für die Entwicklung von Filtern zur Korrektur von Aberration in den Elektronenlinsen bei Rastertransmissionselektronenmikroskopen (STEM) einzuwerben ging er 1995 an die Universität Cambridge, wofür er entsprechende Forschungsgelder von der Royal Society erhalten hatte. Dort arbeitete er mit Mick Brown und Andrew Bleloch. Damit gründete er 1997 mit Niklas Dellby die Firma Nion, deren Präsident er wurde und die die ersten kommerziell erhältlichen Aberrationskorrektoren für Elektronenmikroskope lieferten. Neben seiner Tätigkeit als Präsident von Nion ist er Affiliate Professor an der Arizona State University.
Gemeinsam mit Channing Ahn ist er Verfasser des EELS Atlas, einem Standardwerk.
Er entwickelte Methoden für die Diagnosetools sowie Filter und Software für die Korrektur von Aberration bis zur dritten Ordnung bei Elektronenmikroskopen, Software für Elektronenmikroskope (DigitalMicrograph) und CCD-Kameras zum langsamen Scannen für Elektronenmikroskopie.
Mit Phil Batson vom IBM Thomas Watson Research Center erreichte er dank seiner Aberrationskorrekturen bis zur 3. Ordnung mit einem STEM Sub-Angström-Auflösung, veröffentlicht in Nature 2002. Die Geräte lieferten auch am Oak Ridge National Laboratory die ersten direkten elektronenmikroskopischen sub-Angström Aufnahmen von Kristallgittern und EEL-Spektren einzelner Atome in Festkörpern. Die Firma entwickelte auch STEM für die chemische Analyse auf atomarer Ebene. 2013 führte die Firma einen Monochromator für STEM ein, das erstmals Phonon- bzw. Vibrationsspektroskopie im Elektronenmikroskop ermöglichte,  wobei die Energie-Auflösung schließlich wenige meV bei 20 kV Spannung erreichte. Mit verbesserten EEL-Spektrometern ermöglichte dies 2016 die zerstörungsfreie Untersuchung biologischer Materialien (in diesem Fall Guanin) mit Elektronenmikroskopen über Phonon- bzw. Vibrationspektroskopie, wobei verschiedene Umgebungen von Wasserstoffatomen nachgewiesen werden konnten und einzelne Isotope des Kohlenstoffs einer Aminosäure in atomarer Auflösung.
F. S. Hage und Kollegen erreichten mit dieser Technik 2019 die Demonstration atomarer Auflösung mit einem Phonon-Signal und 2020 den Nachweis eines Vibrationssignals eines einzelnen Siliziumatoms.

## Auszeichnungen und Mitgliedschaften
2020 erhielt er den Kavli Prize in Nanowissenschaften und 2010 wurde er Fellow der Royal Society. 2014 wurde er Ehren-Fellow der Royal Microscopical Society, Fellow der Microscopy Society of America und er ist Fellow der American Physical Society (2013). Er erhielt die Duddell Medal des Institute of Physics und die Cosslett Medal der International Federation of Microscopy Societies. 2025 wurde Krivanek zum Mitglied der National Academy of Engineering gewählt.